# Stenopyga usambarica
Stenopyga usambarica är en bönsyrseart som beskrevs av Max Beier 1935. Stenopyga usambarica ingår i släktet Stenopyga och familjen Mantidae. Inga underarter finns listade i Catalogue of Life.